# Улица Крупской (Балашиха)
У́лица Кру́пской — улица города Балашиха Московской области.

## Описание
Улица расположена в историческом центре микрорайона Балашиха-1. Начинается от лесного массива Горенского лесопарка и улицы Победы, перпендикулярно отходя от неё в восточном направлении (параллельно проспекту Ленина, который на квартал южнее).
Через квартал пересекается с улицей Карла Маркса, после которой продолжается уже в виде широкого бульвара.
Следующее пересечение — с Советской улицей (основной транспортной магистралью). Дальнейшее продолжение улицы Крупской на месте бывшей проезжей части застроено торговым центром «Пирамида» и сделано пешеходным.
Улица заканчивается, выходя на пересекающую её Парковую улицу, у бывшего входа в городской парк отдыха (в настоящее время — это большая прогулочная зона).
Нумерация домов — от улицы Победы. Чёткое разделение на нечётную и чётную стороны не соблюдается.

## Здания и сооружения
Левая сторона
- № 2/14 — жилой дом (кирпичный, 5 этажей). Находится на пересечение улицы Победы и улицы Крупской
- № 4 — средняя школа № 6 (кирпичное оштукатуренное 5-этажное здание)
- № 6/10 — жилой дом (кирпичный, 5 этажей). Находится на пересечение улицы Карла Маркса и улицы Крупской
- №№ 8, 10, 12 — жилые дома (кирпичные, 9 этажей, построены в 60-х годах 20-го века (Присутствуют минимум на аэрофотосъемке 1966 года)). Объединены общей одноэтажной пристройкой (здание № 8А), в которой расположены различные магазины
- № 14 — центр детского и юношеского творчества (кирпичное оштукатуренное здание, 2 этажа)

Правая сторона
- № 1/12 — жилой дом (кирпичный, 4 этажа). Находится на пересечение улицы Победы и улицы Крупской
- № 3, 5 — жилые дома (серый кирпич, 3 этажа)
- № 7/8 — жилой дом (кирпич, оштукатурен, 4 этажа). Находится на пересечение улицы Карла Маркса и улицы Крупской
- № 9 — жилой дом (красный кирпич, 5 этажей, 3 подъезда, построен в 60-х годах 20-го века)
- № 11 — жилой дом (панельный, 14 этажей, построен в 70-80-х годах 20-го века). В одноэтажной пристройке до 2010 г. находилось отделение связи (телефон-телеграф). В настоящее время отделение ликвидировано, здание продано коммерческой структуре
- № 11А — балашихинское отделение Пенсионного фонда РФ (3 этажа)
- № 13 — жилой дом (красный кирпич, 5 этажей, построен в 60-х годах 20-го века)

## Транспорт
На Советской улице есть остановки общественного транспорта в оба направления — «Ул. Крупской», на которых останавливаются следующие маршруты автобусов и маршрутных такси:
Городские маршруты
- № 2 — торговый центр «Макссити» (мкр. Южный) — Щёлковское шоссе (кольцевой маршрут, маршрутное такси)
- № 5 — платформа «Салтыковская» — Балашиха-3 (автобус и маршрутное такси)
- № 6 — платформа «Салтыковская» — Балашиха-2 (маршрутное такси)
- № 8 — мкр. Южный  — автостанция «Звёздная» (кольцевой маршрут, автобус и маршрутное такси)
- № 9 — платформа «Никольское» — Щёлковское шоссе (маршрутное такси)
- № 10 — мкр. Южный — мкр. 1 Мая (автобус)
- № 15 — мкр. Южный  — автостанция «Звёздная» (кольцевой маршрут, автобус и маршрутное такси)
- № 16 — Балашиха-2 — гипермаркет «Макссити» (мкр. Южный) (автобус)
- № 17 — мкр. Южный  — автостанция «Звёздная» (автобус)
- № 19 — мкр. Южный  — микрорайон Гагарина (автобус)
- № 31 — Балашиха-2 — Новский квартал (автобус)
- № 32 — автостанция «Звёздная» — мкр. Заря (автобус)

Пригородные маршруты
- № 20 — Балашиха-2  — Агрогородок (автобус)
- № 28 — станция «Реутово» — Балашиха-2 (автобус)
- № 51 — Балашиха-2 — Агрогородок (маршрутное такси)
- № 108 — метро «Новогиреево» — Балашиха-2 (маршрутное такси)
- № 193 — метро «Новогиреево» — Новый Свет (маршрутное такси)
- № 338 — метро «Щёлковская» — станция «Железнодорожная» (автобус и маршрутное такси)
- № 385 — метро «Партизанская» — Балашиха-2 (автобус и маршрутное такси).
- № 396 — метро «Щёлковская» — мкр. Южный (автобус и маршрутное такси)

### Топонимика
Длительный период бытовала вполне официальная, хотя и безграмотная форма написания и произношения названия улицы — «улица Крупская» вместо «улица Крупской». Появление такой формы объясняется широко распространённой в быту фразой для краткого указания места: «Живу на Крупской», «Иду на Крупскую». При этом фамилия звучит как прилагательное. С таким написанием существовали номерные таблички домов, вывески остановок, схемы маршрутов в автобусах и прочее, так произносят до сих пор многие кондукторы, а также загорается надпись на автобусных информационных табло: «До остановки Крупская».

### История с географией
В доме № 14 по ул. Крупской до 1975 года находилась восьмилетняя школа. В 1975 г. была построена средняя школа № 1 (проспект Ленина, 20), и большинство учащихся перешли в эту школу, хотя некоторых по их желанию переводили в среднюю школу № 3 (ул. Советская, 17). В здании № 14 разместился Дом пионеров. После распада Советского Союза его переименовали в Центр детского и юношеского творчества.
В начале 90-х годов прошлого века было введено в эксплуатацию здание № 8А (одноэтажная пристройка к домам №№ 8, 10 и 12, сами дома были сданы раньше), в котором разместился магазин «Детский мир», который раньше находился на первом этаже дома № 6/17 по Советской улице. Постепенно площадь, занимаемая «Детским миром», сокращалась, а в освобожденных помещениях размещались другие магазины. В конце 90-х «Детский мир» прекратил существование, а в здании № 8А сейчас размещаются всевозможные предприятия торговли (супермаркет «Дикси», супермаркет недорогой одежды, ломбард, ювелирный магазин, колбасная лавка и др.).
Участок улицы Крупской между улицами Карла Маркса и Советской является пешеходной зоной с начала 90-х. В 2003 году было проведено благоустройство этой территории — выпилены погибшие и старые деревья, заменен травяной газон, дорожки вымощены тротуарной плиткой, установлены фонари и скамейки, в центре сооружён фонтан с тремя бьющими вверх струями воды. С двух сторон пешеходная зона ограничена торговыми павильонами — со стороны улицы Карла Маркса находятся два павильона, в которых продаются продукты питания и напитки, а со стороны Советской улицы размещается круглосуточная аптека «Моя аптека» (Советская улица, дом № 11А, корпус 1) и цветочный магазин «Вальс цветов» (дом № 11А, корпус 2). В центре пешеходной зоны рядом с фонтаном расположено кафе (дом № 11Б).
Участок между улицами Советской и Парковой в советское время был сквозным проездом, на котором периодически осуществлялась выездная торговля различными продуктами (молочные продукты, пиво, овощи и фрукты). В начале 90-х годов Балашихинский колхозный рынок, который размещался на пересечении Советской и Молодежной улиц (остановка общественного транспорта на Советской улице до сих пор носит название «Старый Рынок»), был продан коммерческим структурам, торговля оттуду постепенно была вытеснена, поскольку коммерсантов интересовали в первую очередь большие складские помещения и холодильные камеры, размещенные на территории рынка. В это же время на улице Крупской между улицами Советской и Парковой возник полустихийный рынок с металлическими крытыми местами, на котором осуществлялась торговля всевозможными продуктами и одеждой. Этот рынок создавал массу проблем жителям окрестных домов, дворы которых были замусорены отходами торговли и человеческой жизнедеятельности (общественного туалета на рынке не было). В 1995 году со стороны Советской улицы был сооружен павильон, в котором открылся первый в Балашихе супермаркет с названием «Пионер» (может быть, потому что рядом раньше размещался Дом пионеров). В 2000—2001 гг. за супермаркетом были сооружены четыре павильона, в которых разместился торговый центр «Пирамида». Рядом с торговым центром был открыт платный туалет, прилегающая территория благоустроена и регулярно убирается.

### Бойня на улице Крупской
23 апреля 2007 года в 11:25 в подъезде 9-этажного жилого дома (№ 8 по ул. Крупской) из малокалиберного пистолета (типа пистолета Марголина) были убиты четыре человека. Бойня развязалась в квартире на втором этаже, где была застрелена женщина, а затем уже на лестнице прицельными выстрелами в голову были убиты остальные, которые случайно попались на пути выходившему из дома преступнику. По одной из версий следствия, киллер мог ошибиться адресом.